# Side Two
Side Two je čtrnácté sólové studiové album amerického hudebníka Adriana Belewa. Vydáno bylo v červenci roku 2005 společností Sanctuary Records Group a jeho producentem byl sám Belew. Jde o druhé ze série, kterou zahájilo album Side One. Belew je rovněž autorem obalu alba.

## Seznam skladeb
1. „Dead Dog on Asphalt“ – 4:05
2. „I Wish I Knew“ – 3:19
3. „Face to Face“ – 3:03
4. „Asleep“ – 5:23
5. „Sex Nerve“ – 3:06
6. „Then What“ – 3:02
7. „Quicksand“ – 3:19
8. „I Know Now“ – 1:26
9. „Happiness“ – 1:53
10. „Sunlight“ – 4:32

## Obsazení
- Adrian Belew – zpěv, různé nástroje
- Erick Cole – theremin, balalajka, kytara
- Gary Tussing – violoncello
- Peter Hyrka – housle
- Leah Belew – pískání